# Distrito de Lavaux
El Distrito de Lavaux está situado en el noreste del lago Ginebra (Lac Léman) en el cantón de Vaud entre Lausana y Vevey. A partir del 31 de diciembre de 2007 con el cambio de distritos en Suiza pasó a formar pare del Distrito de Lavaux-Oron. Estaba formado por los siguientes municipios:
- Chexbres
- Cully
- Epesses
- Forel
- Grandvaux
- Lutry
- Puidoux
- Riex
- Rivaz
- Saint-Saphorin
- Savigny
- Treytorrens
- Villette